# Унтерэндинген
Унтерэндинген (нем. Unterendingen) — населённый пункт в Швейцарии, часть коммуны Эндинген округа Цурцах в кантоне Аргау.
Входит в состав округа Цурцах. Население составляет 350 человек (на 31 декабря 2007 года). Официальный код — 4321.
До 2013 года был самостоятельной коммуной. С 1 января 2014 года вошёл в состав коммуны Эндинген.